# Municipio de Union (Minnesota)
El municipio de Union (en inglés: Union Township) es un municipio ubicado en el condado de Houston en el estado estadounidense de Minnesota. En el año 2010 tenía una población de 370 habitantes y una densidad poblacional de 5,44 personas por km².

## Geografía
El municipio de Union se encuentra ubicado en las coordenadas 43°41′58″N 91°25′24″O / 43.69944, -91.42333. Según la Oficina del Censo de los Estados Unidos, el municipio tiene una superficie total de 67.98 km², de la cual 67,85 km² corresponden a tierra firme y (0,19 %) 0,13 km² es agua.

## Demografía
Según el censo de 2010, había 370 personas residiendo en el municipio de Union. La densidad de población era de 5,44 hab./km². De los 370 habitantes, el municipio de Union estaba compuesto por el 96,76 % blancos, el 0,27 % eran afroamericanos y el 2,97 % eran de una mezcla de razas. Del total de la población el 1,35 % eran hispanos o latinos de cualquier raza.